# Referentni elipsoid
U geodeziji, referentni elipsoid je matematički definisana površina koja aproksimira geoid, što je istinitija, nesavršena figura Zemlje ili drugog planetarnog tela, za razliku od savršene, glatke i nepromenjene sfere, koja uzima u obzir na talasanje gravitacije tela usled promena u sastavu i gustini unutrašnjosti, kao i naknadno izravnavanje uzrokovano centrifugalnom silom usled rotacije ovih masivnih predmeta (za planetarna tela koja se rotiraju). Zbog svoje relativne jednostavnosti, referentni elipsoidi se koriste kao preferentna površina na kojoj se izvode proračuni geodetske mreže i definišu koordinate tačaka kao što su geografska širina, dužina i nadmorska visina.
U kontekstu standardizacije i geografskih primena, geodetski referentni elipsoid je matematički model koji se koristi kao osnova prostornih referentnih sistema ili definicija geodetskih podataka.

## Elipsoidni parametri
Isak Njutn je 1687. objavio rad Principia u koji je uvrstio dokaz da rotirajuće samogravitaciono fluidno telo u ravnoteži ima oblik spljoštenog („oblatnog”) elipsoida, generisanog elipsom rotiranom oko svog malog prečnika; oblik koji je nazvao spljošteni sferoid.
U geofizici, geodeziji i srodnim oblastima, reč „elipsoid” se podrazumeva da znači „spljošteni elipsoid revolucije”, i stariji izraz „oblatni sferoid” gotovo da se ne koristi. Za tela koja se ne mogu aproksimirati elipsoidom revolucije koristi se troosni (ili skalni) elipsoid.
Oblik elipsoida revolucije određen je parametrima oblika te elipse. Velika poluosa elipse, a, postaje ekvatorijalni radijus elipsoida: mala poluosa elipse, b, postaje rastojanje od centra do bilo kog pola. Ove dve dužine u potpunosti određuju oblik elipsoida.
U publikacijama o geodeziji, međutim, uobičajeno je da se navedu polu-glavna osa (ekvatorijalni radijus) a i elipticitet f, definisan kao:
{\displaystyle f={\frac {a-b}{a}}.}
To jest, f je količina izravnavanja na svakom polu, u odnosu na radijus na ekvatoru. Ovo se često izražava kao frakcija 1/m; m = 1/f koja je tada „inverzno poravnanje”. Mnogo drugih parametara elipse koristi se u geodeziji, ali svi oni mogu biti povezani sa jednim ili dva skupa a, b i f.
Mnogo elipsoida je korišćeno za modelovanje Zemlje u prošlosti, sa različitim pretpostavljenim vrednostima a i b, kao i različitim pretpostavljenim položajima centra i različitim orijentacijama osa u odnosu na čvrstu Zemlju. Počev od kasnog dvadesetog veka, poboljšana merenja satelitskih orbita i položaja zvezda pružila su izuzetno tačna određivanja zemljinog centra mase i njene ose rotacije; i ti parametri su usvojeni i za sve savremene referentne elipsoide.
Elipsoid WGS-84, široko korišćen za mapiranje i satelitsku navigaciju, ima f blizu 1/300 (tačnije, 1/298,257223563, po definiciji), što odgovara razlici glavnih i manjih poluosa od približno 21 km (13 miles) (tačnije 21,3846858 km). Poređenja radi, Zemljin Mesec je još manje eliptičan, sa ekscentritetom manjim od 1/825, dok je Jupiter vidljivo zaobljen oko 1/15 i jedan od Saturnovih triaksijalnih meseci, Telesto, je visoko spljošten, sa f između 1/3 do 1/2 (što znači da je polarni prečnik između 50% i 67% ekvatorijala.

## Koordinate
Primarna upotreba referentnih elipsoida je da služe kao osnova za koordinatni sistem geografske širine (sever/jug), dužine (istok/zapad), i elipsoidne visine.
U tu svrhu je potrebno identifikovati nulti meridijan, koji je za Zemlju obično glavni meridijan. Za ostala tela obično se navodi fiksna površinska karakteristika, koja je za Mars meridijan koji prolazi kroz krater Eri-0. Na istom referentnom elipsoidu moguće je definisati mnogo različitih koordinatnih sistema.
Zemljopisna dužina meri ugao rotacije između nultog meridijana i izmerene tačke. Prema konvenciji za Zemlju, Mesec i Sunce to se izražava u stepenima u rasponu od -180° do +180°. Za ostala tela koristi se opseg od 0° do 360°.
Latituda meri koliko je tačka blizu polova ili ekvatora duž meridijana i predstavljena je kao ugao od -90° do +90°, gde je 0° ekvator. Uobičajena ili geodetska latituda je ugao između ekvatorijalne ravni i prave koja je normalna na referentni elipsoid. U zavisnosti od spljoštenosti, to može se donekle razlikovati od geocentrične (geografske) latitude, koja je ugao između ekvatorijalne ravni i linije od centra elipsoida. Za tela koja nisu sa Zemlje koriste se termini planetografski i planetocentrični.
Koordinate geodetske tačke se obično navode kao geodetska latituda ϕ i longituda λ (obe specificiraju pravac u prostoru geodetske normale koja sadrži tačku) i elipsoidna visina h tačke iznad ili ispod referentnog elipsoida duž njegove normale. Ako su date ove koordinate, mogu se izračunati geocentrične pravougaone koordinate tačke na sledeći način:
{\displaystyle {\begin{aligned}X&={\big (}N(\phi )+h{\big )}\cos {\phi }\cos {\lambda }\\Y&={\big (}N(\phi )+h{\big )}\cos {\phi }\sin {\lambda }\\Z&=\left({\frac {b^{2}}{a^{2}}}N(\phi )+h\right)\sin {\phi }\end{aligned}}}
gde je
{\displaystyle N(\phi )={\frac {a^{2}}{\sqrt {a^{2}\cos ^{2}\phi +b^{2}\sin ^{2}\phi }}},}
a a i b su ekvatorijalni radijus (velika osa) i polarni radijus (mala osa), respektivno. N je radijus zakrivljenosti u glavnoj vertikali.
Nasuprot tome, izdvajanjem ϕ, λ i h iz pravougaonih koordinata obično zahteva iterativni pristup. Jednostavna metoda data je u OSGB publikaciji, kao i u veb beleškama. Sofistikovanije metode date su u geodetskom sistemu.

## Istorijski Zemljini elipsoidi
Trenutno je najčešće korišćeni referentni elipsoid, i onaj koji se koristi u kontekstu Globalnog sistema pozicioniranja, definisan u WGS 84.
Tradicionalni referentni elipsoidi ili geodetski podaci su definisani regionalno i prema tome su negeocentrični, npr. ED50. Savremeni geodetski podaci se uspostavljaju uz pomoć GPS-a i stoga su geocentrični, e.g. WGS 84.

## Druga nebeska tela
Referentni elipsoidi su takođe korisni za geodetsko mapiranje drugih planetarnih tela, uključujući planete, njihove satelite, asteroide i jezgra kometa. Neka dobro vidljiva tela poput Meseca i Marsa sada imaju prilično precizne referentne elipsoide.
Za gotovo sferna tela sa krutom površinom, koja uključuje sve stenovite planete i mnoge mesece, elipsoidi su definisani u smislu ose rotacije i srednje visine površine isključujući bilo kakvu atmosferu. Mars je zapravo oblika jajeta, pri čemu se njegov severni i južni polarni radijus razlikuju za približno 6 km (4 miles), međutim ta razlika je dovoljno mala da se prosečni polarni radijus koristi za definisanje njegovog elipsoida. Zemljin Mesec je efektivno sferičan, na svom ekvatoru gotovo da nema izbočina. Gde je to moguće, prilikom definisanja referentnog meridijana koristi se fiksna vidljiva površinska karakteristika.
Za gasovite planete poput Jupitera, efektivna površina elipsoida je izabrana kao granica jednakog pritiska od jednog bara. Budući da oni nemaju trajne uočljive osobine, izbor glavnih meridijana se vrši prema matematičkim pravilima.
Mali meseci, asteroidi i jezgra kometa često imaju nepravilne oblike. Za neke od njih, kao što je Jupiterov Ija, skalenski (triaksijalni) elipsoid bolje odgovara od zaobljenog sferoida. Za izrazito nepravilna tela koncept referentnog elipsoida možda neće imati korisnu vrednost, pa se ponekad umesto njega koristi sferna referenca i tačke se identifikuju planetocentričnom geografskom širinom i dužinom. Čak i to može biti problematično za nekonveksna tela, poput Erosa, u smislu da geografska širina i dužina ne identifikuju uvek jedinstvenu površinsku lokaciju.

## Literatura
- P. K. Seidelmann (Chair), et al. (2005), “Report Of The IAU/IAG Working Group On Cartographic Coordinates And Rotational Elements: 2003,” Celestial Mechanics and Dynamical Astronomy, 91, pp. 203–215.
  - Web address: https://astrogeology.usgs.gov/Projects/WGCCRE
- OpenGIS Implementation Specification for Geographic information - Simple feature access - Part 1: Common architecture, Annex B.4. 2005-11-30
  - Web address: http://www.opengeospatial.org
- A guide to coordinate systems in Great Britain (PDF), D00659 v2.3, Ordnance Survey, март 2015, Архивирано из оригинала (PDF) 24. 9. 2015. г., Приступљено 22. 6. 2015
- B. Hofmann-Wellenhof; H. Lichtenegger; J. Collins (1997). GPS - theory and practice. Section 10.2.1. стр. 282. ISBN 3-211-82839-7.
- R. Burtch, A Comparison of Methods Used in Rectangular to Geodetic Coordinate Transformations.
- Featherstone, W. E.; Claessens, S. J. (2008). „Closed-Form Transformation between Geodetic and Ellipsoidal Coordinates”. Stud. Geophys. Geod. 52 (1): 1—18. doi:10.1007/s11200-008-0002-6. hdl:20.500.11937/11589 .
- Bowring, B. R. (1976). „Transformation from Spatial to Geographical Coordinates”. Surv. Rev. 23 (181): 323—327. doi:10.1179/003962676791280626.
- Fukushima, T. (1999). „Fast Transform from Geocentric to Geodetic Coordinates”. J. Geod. 73 (11): 603—610. doi:10.1007/s001900050271. (Appendix B)
- Sudano, J. J. (1997). „An exact conversion from an earth-centered coordinate system to latitude, longitude and altitude”. Proceedings of the IEEE 1997 National Aerospace and Electronics Conference. NAECON 1997. 2. стр. 646—650. ISBN 0-7803-3725-5. doi:10.1109/NAECON.1997.622711.
- McPhail, Cameron (2011), Reconstructing Eratosthenes' Map of the World (PDF), Dunedin: University of Otago, стр. 20—24, Архивирано из оригинала (PDF) 02. 04. 2015. г., Приступљено 07. 10. 2020
- Evans, James (1998), The History and Practice of Ancient Astronomy, Oxford, England: Oxford University Press, стр. 102—103, ISBN 9780199874453
- „The International Meridian Conference”. Greenwich 2000 Limited. Wwp.millennium-dome.com. 9. 6. 2011. Архивирано из оригинала 6. 8. 2012. г. Приступљено 31. 10. 2012.
- „WGS 84: EPSG Projection -- Spatial Reference”. spatialreference.org. Приступљено 5. 5. 2020.
- Bolstad, Paul. GIS Fundamentals (PDF) (5th изд.). Atlas books. стр. 102. ISBN 978-0-9717647-3-6. Архивирано из оригинала (PDF) 15. 10. 2020. г. Приступљено 07. 10. 2020.
- „Making maps compatible with GPS”. Government of Ireland 1999. Архивирано из оригинала 21. 7. 2011. г. Приступљено 15. 4. 2008.

## Spoljašnje veze
- Taylor, Chuck. „Locating a Point On the Earth”. Архивирано из оригинала 03. 03. 2016. г. Приступљено 4. 3. 2014.